# ФК Муган Салјан
ФК Муган је био азербејџански фудбалски клуб из Салјана. Основан је 2007. као НБЦ Салјан а угашен је 2012. Боје тима биле су наранџаста и бела.

## Историја
Основан као НБЦ Салјан, почео је да игра у Другој лиги Азербејџана. Пласирали су се у лигу захваљујући одустајању ФК Масалија, који је обезбедио опстанак у Првој лиги. У првој сезони наступања у највишем рангу су обезбедили опстанак на дванаестом месту, са 14 бодова из 26 мечева. Дана 31. октобра 2008. променили су име у Муган Салјан. 2012. власник клуба је објавио да ће се клуб угасити и неће учествовати у Првој лиги Азербејџана.

## Дрес и грб тима
Домаћи дрес је бео са наранџастим странама, белим шортсем и тамноплавим чарапама. Гостујући дрес је наранџаст са белим странама. Произвођач дресова је Адидас, а спонзор Нисан.
Грб се састојао од штита са наранџастим газелама у скоку, што је симбол брзине у азербејџанском фолклору.